# هاسو فون مانتویفل
هاسو-اکارت فون مانتویفل (به آلمانی: Hasso Eccard von Manteuffel) (۱۴ ژانویه ۱۸۹۷–۲۴ سپتامبر ۱۹۷۸) نظامی بلندپایه آلمانی در دوره رایش سوم بود که فرماندهی یگان‌های مختلف زرهی ورماخت را در طول جنگ جهانی دوم بر عهده داشت. او با نشان دادن مهارت در رزم‌گاه‌ها جزو یکی از تنها ۲۷ نفری بود که نشان صلیب شوالیه صلیب آهنین با برگ‌های بلوط، شمشیرها و الماس‌ها را دریافت کردند. فون مانتویفل پس از جنگ به حزب دموکرات آزاد آلمان پیوست و نماینده بوندس‌تاگ شد.

## سال‌های اولیه
هاسو فون مانتویفل روز ۱۴ ژانویه سال ۱۸۹۷ در پوتسدام در یک خاندان پروسی با سابقه بلند نظامی زاده شد. در امتداد سنت خانوادگی سال ۱۹۰۸ وارد دانشسرای نظامی در ناومبورگ شد و سپس سال ۱۹۱۱ به دانشکده نظامی برلین رفت. ماه فوریه سال ۱۹۱۶ رسماً خدمت خود را به عنوان نامزد افسری در نیروی زمینی امپراتوری آلمان را در هنگ ۳ هوسار در راتنو آغاز کرد. ماه آوریل با درجه ستوان دوم به سلک افسران درآمد و به گروهان ۵ سواره‌نظام هنگ ۶ پیاده‌نظام پروس منتقل شد.

## جنگ جهانی اول
فون مانتویفل در جریان جنگ جهانی اول به عنوان افسر سواره‌نظام در جبهه‌های شرقی و غربی حضور داشت. ماه اکتبر سال ۱۹۱۶ در جریان یک عملیات شناسایی در نزدیکی باپومخ در فرانسه با اصابت ترکش به پایش مجروح شد. او را برای درمان به بیمارستان بردند. ماه ژانویه سال ۱۹۱۷ بدون اجازه بیمارستان را ترک کرد و به یگانش در خط مقدم بازگشت. به جهت این تخلف به سه روز بازداشت محکوم شد اما هیچگاه آن را نگذراند. ماه فوریه به ستاد لشکر ششم پیاده‌نظام منتقل شد و تا پایان جنگ با این لشکر بود. فون مانتویفل در طول جنگ هر دو درجه نشان عالی صلیب آهنین را دریافت کرد.

## رایشسور
پس از جنگ، فون مانتویفل مدتی به فرایکور ملحق شد و آجودان فرمانده آن بود. ماه مه سال ۱۹۱۹ به رایشسور صدهزار نفری پیوست و تا سال ۱۹۲۰ در هنگ ۲۵ سواره‌نظام در راتنو خدمت کرد. سپس به هنگ ۳ سواره‌نظام منتقل شد. سه سال فرمانده یک گروهان سواره‌نظام بود تا این که به عنوان آجودان هنگ برگزیده شد. با مهارت در سوارکاری چندین جایزه ورزشی در این زمینه دریافت کرد. از سال ۱۹۳۰ مدتی فرمانده یک گروهان مکانیزه آزمایشی بود. سال ۱۹۳۲ فرمانده یک گروهان در هنگ ۱۷ سواره‌نظام در بامبرگ شد و ماه اکتبر سال ۱۹۳۴ به درجه سروان سواره‌نظام (ریترمایستر) ترفیع گرفت.

## ورماخت
سال ۱۹۳۵ به توصیه سرهنگ هاینتس گودریان به نیروهای زرهی پیوست و به عنوان فرمانده یک گروهان در گردان ۳ موتورسوار در لشکر دوم زرهی گودریان قرار گرفت. مدتی پس از ترفیع به درجه سرگرد، با شناسایی قابلیت‌های او، گودریان سال ۱۹۳۶ آموزش افسران برای این لشکر را در اختیار فون مانتویفل نهاد. با برقراری رابطه نزدیک بین این دو، فون مانتویفل اوایل سال ۱۹۳۷ نقش مشاور رسمی در بازرسی کل نیروهای زرهی تحت امر گودریان داشت. بدین شکل اواخر دهه ۱۹۳۰ فعالانه در توسعه نیروهای زرهی آلمان دخیل بود. ماه فوریه سال ۱۹۳۹ به فرماندهی دانشکده زرهی شماره ۲ در پوتسدام منصوب شد و ماه آوریل به درجه سرهنگ دومی ترفیع یافت.

### جنگ جهانی دوم
هنگ ۶ تفنگ‌دار
فون مانتویفل با آغاز جنگ جهانی دوم در نبردهای لهستان و فرانسه حضور نداشت. ماه مه سال ۱۹۴۱ به درخواست خودش در جایگاه فرماندهی گردان ۲ هنگ ۷ یِیگِر قرار گرفت. در مراحل اولیه عملیات بارباروسا، تهاجم آلمان به شوروی، گردان ۱ هنگ ۷ تفنگ‌دار را در قالب لشکر هفتم زرهی فرماندهی کرد و سرنیزه زرهی پیشروی در جنوب لیتوانی بود. در پی کشته شدن سرهنگ اریش فون اونگر، ماه اوت جایگزین او در فرماندهی هنگ ۶ تفنگ‌دار شد. به عنوان سرنیره زرهی گروه زرهی ۳ هرمان هوت، به عنوان نخستین یگان خط استالین را شکافت. فون مانتویفل همواره در خط مقدم بود و تحرکات جسورانه‌ای با نیروهای خود اجرا می‌کرد. ماه اکتبر به درجه سرهنگ ترفیع گرفت. نیروهای او در مسیر مسکو، روز ۶ اکتبر وارد ویازما شدند تا در محاصره مقدار زیادی از نیروهای دشمن مشارکت داشته باشند. به شکل موفقی در مقابل تلاش دشمن برای خروج از محاصره ایستادگی کرد. ماه دسامبر در جریان نبرد مسکو، شخصاً یک حمله برای تسخیر یک پل بر روی کانال مسکو-ولگا و ایستگاه برق یاخروما در شمال مسکو را رهبری کرد. به جهت تقدیر از این دستاوردها آخرین روز سال ۱۹۴۱ مفتخر به دریافت نشان عالی صلیب شوالیه صلیب آهنین شد.
ترفیع درجات:
- ۲۸ آوریل ۱۹۱۶: ستوان دوم
- تابستان ۱۹۲۵: ستوان یکم
- اکتبر ۱۹۳۴: سروان[۴]
- -----: سرگرد
- ۱ آوریل ۱۹۳۹: سرهنگ دوم
- ۱ اکتبر ۱۹۴۱: سرهنگ
- ۱ مه ۱۹۴۳: سرتیپ
- ۱ فوریه ۱۹۴۴: سرلشکر
- ۱ سپتامبر ۱۹۴۴: سپهبد (ژنرال نیروهای زرهی)

در جریان ضدحمله زمستان ۱۹۴۱/۱۹۴۲ ارتش سرخ، یگان فون مانتویفل تا اراضی بین ویازما و رژف عقب نشست و در این موضع خط خود را در مقابل حملات متعدد دشمن حفظ کرد. از طرف سپهبد والتر مدل، فرمانده ارتش نهم دستور به ضدحمله گرفت اما از آن سر باز زد؛ چرا که نیروهای خود را گرفتار مشکلات عدیده تدارکاتی قادر به آن نمی‌دید. مدل پس مدتی کش‌مکش فون مانتویفل را به محاکمه نظامی تهدید کرد تا این که ماه مه سال ۱۹۴۲ لشکر هفتم زرهی برای استراحت و بازسازی از خط مقدم عقب کشیده و به فرانسه منتقل شد تا غائله خاتمه یابد.
فون مانتویفل بر بازسازی هنگ در فرانسه نظارت کرد و سپس ماه ژوئیه سال ۱۹۴۲ به فرماندهی تیپ ۷ پانتسرگرنادیر در همان لشکر هفتم زرهی منصوب شد.
شمال آفریقا
فون مانتویفل ماه فوریه سال ۱۹۴۳ به شمال آفریقا فرستاده شد تا یگانی ترکیبی موسوم به لشکر فون مانتویفل مشتکل از نیروهای زمینی، هوابرد و ایتالیایی را هدایت کند. با این یگان در جناح راست (ساحلی) ارتش پنجم زرهی، در قالب سپاه ۹۰ درگیر نبردهای سخت در تونس بود. توانست با وجود برتری عددی دشمن، خط کم‌عرض خود را در مقابل حملات مکرر متفقین برای چند هفته حفظ کند. به هر صورت این کارزار به شدت موجب فرسودگی او گشت. پس از آن که روز ۲۸ آوریل در خط مقدم از حال رفت در بیمارستان نظامی در بیزرته بستری شد. روز ۱ ماه مه سال ۱۹۴۳، درحالی‌که تحت نظارت پزشکی بود، به درجه سرتیپ ترفیع گرفت. چند روز بعد، پیش از تسلیم نیروهای محور در تونس، سوار بر آخرین کشتی ایتالیایی راهی سیسیل شد. از طریق رم به برلین رفت. پیش از آن که از بیمارستان مرخص شود به قرارگاه پیشوا در پروس شرقی فراخوانده شد. با حاضر شدن در این محل، از هیتلر خواست لشکر هفتم زرهی به او سپرده شود که با او موافقت گشت.
لشکرهای هفتم زرهی و گروس‌دویچلانت
بدین شکل فون مانتویفل ماه اوت سال ۱۹۴۳ به جبهه شرقی بازگشت تا لشکر هفتم زرهی را فرماندهی کند. تنها سه روز بعد در اثر انفجار یک نارنجک مجدداً زخمی شد اما این بار از رفتن به بیمارستان اجتناب کرد و در خط مقدم باندپیچی شد. این لشکر را در مناطق جنوبی رهبری و در برابر حملات دشمن پس از نبرد استالینگراد از جمله در خارکوف مقاومت کرد. در تهاجم ناحیه کورسک مشارکت داشت. در پی شکست عملیات، از لشکر او در نقاط بهرانی مختلفی استفاده شد. در جریان ضدحمله فیلدمارشال اریش فون مانشتاین، فرمانده گروه ارتش جنوب به سمت کی‌یف، فون مانتویفل با یک حمله شبانه ژیتومیر را پس گرفت و یک انبار تدارکاتی مهم آلمانی‌ها را بازیافت. بدین سبب روز ۲۳ نوامبر سال ۱۹۴۳ برگ‌های بلوط به نشان صلیب شوالیه او افزوده شود. ماه دسامبر دوباره به قرارگاه هیتلر فراخوانده شد و به فرماندهی لشکر نخبه گروس‌دویچلانت منصوب گشت. فون مانتویفل به درجه سرلشکر ترفیع گرفت و روز ۲ فوریه سال ۱۹۴۴ به جهت فرماندهی متمایز لشکر هفتم زرهی، به عنوان هفتمین فرمانده یک لشکر، شمشیرهای صلیب شوالیه را دریافت نمود.

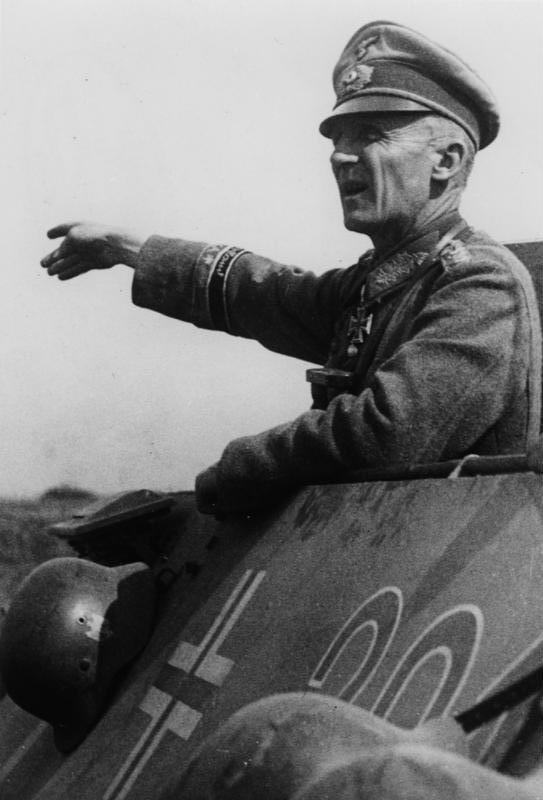
اوت ۱۹۴۴

فون مانتویفل در طول سال ۱۹۴۴ ملاقات‌های متعددی با هیتلر داشت. با وجود این که ستایشگر برخی ویژگی‌های پیشوا بود اما همواره موافق او نبود و آرای خود را مطرح می‌ساخت. ضمن درگیری در نبردهای شدید دفاعی، او گروس‌دویچلانت را از یک لشکر پیاده‌نظام مکانیزه به یکی از قدرت‌مندترین لشکرهای زرهی ورماخت بدل ساخت. با این لشکر ماه فوریه سال ۱۹۴۴ در نبردهای ناحیه کورسون حضور داشت که منجر به از دست رفتن بیشتر تانک‌های آن شد. تا ماه آوریل تا یاسی در رومانی عقب نشست. ماه مه موفق به دفع یک تهاجم دشمن به سمت میدان‌های نفتی این کشور شد. ماه اوت با لشکرش به پروس شرقی در شمال خط مقدم منتقل شد. بلافاصله از جانب فرماندهی عالی دستور به ضد حمله گرفت. با وجود پشتیبانی ضعیف توپخانه و کمبود اطلاعات شناسایی، این فرمان را اجرا کرد که با غافلگیر کردن دشمن موقتاً باعث پایدار شدن خط مقدم در این ناحیه گشت. البته خود گروس‌دویچلانت نیز در این میانه بیش از ۸۰ تانک خود را از دست داد.
ارتش پنجم زرهی
فون مانتویفل ماه سپتامبر سال ۱۹۴۴ به درجه سپهبد (ژنرال نیروهای زرهی) نائل آمد و فرماندهی ارتش پنجم زرهی را که در جبهه غربی با ارتش سوم ایالات متحده به فرماندهی ژنرال جرج پتن در ناحیه لورن در شرق فرانسه درگیر بود، بر عهده گرفت. روز ۱۸ سپتامبر موظف شد لونویل را پس بگیرد و آمریکایی‌ها را به پشت رود موزل عقب براند. او این فرمان را اجرا کرد اما یگانش در نبردی چهار روزه خسارت سنگینی، مخصوصاً از جانب هواگردهای دشمن، متحمل شد. ارتش پنجم زرهی ماه اکتبر از خط مقدم عقب کشیده شد تا بازسازی شود.
ارتش پنجم زرهی می‌بایست ماه دسامبر از ارتش ششم زرهی در تهاجم آردن پشتیبانی می‌کرد. فون مانتویفل این عملیات را بسیار بلند پروازانه می‌دانست و خواهان صورت گرفتن تهاجم کوچک‌تری بود. به هر صورت تنها با درخواست او برای آغاز شبانه تهاجم بدون آماده‌سازی توپخانه موافقت شد. یگان فون مانتویفل با تسلیحاتی ضعیف و نیروهایی با آموزش اندک، موظف بود در میانه خط مقدم از رود موز بگذرد و به سمت آنتورپ پیش برود. فون مانتویفل در مراحل آغازین عملیات مقداری موفقیت کسب کرد. او روز ۲۱ دسامبر سن ویت را تصرف کرد و مدتی بعد یگان‌های جلودار خود را در دینان به رود موز رساند. با این وجود حرکت سرنیزه زرهی با ناکامی ارتش ششم زرهی در تسخیر باستونیه دچار اختلال و با گرفتاری به کمبود سوخت و مهمات در نهایت متوقف و زیر حملات هوایی دشمن از روز ۹ ژانویه سال ۱۹۴۵ پس زده شد. با وجود شکست نهایی این تهاجم، فون مانتویفل همچنان مورد اعتماد فرماندهی عالی بود روز ۱۸ فوریه سال ۱۹۴۵ الماس‌های نشان صلیب آهنین را دریافت نمود. هیتلر همچنین به پاس خدماتش، ۲۰۰٬۰۰۰ رایشس‌مارک به عنوان هدیه به فون مانتویفل ارائه کرد که البته او با وظیفه دانستن این کارها، چنین هدیه‌ای را برای یک سرباز نامناسب دانست و از دریافت آن اجتناب کرد.
ارتش سوم زرهی
فون مانتویفل ماه مارس سال ۱۹۴۵ به فرماندهی ارتش مضمحل‌شده سوم زرهی منصوب گشت تا از خط رود اودر در ناحیه اشتتین دفاع کند. با وجود عقب رانده شدن مداوم توسط قوای برتر ارتش سرخ، یکپارچگی یگان خود را حفظ کرد. پس از آن که به مکلنبورگ رسید فرمان یافت به سمت برلین حمله کند و حصر پایتخت را بشکند اما او می‌پنداشت چنین اقدامی که به تلف شدن ده‌ها هزار تن منجر خواهد شد، بی‌فایده است. پس از صورت دادن مذاکره با بریتانیایی‌ها که از سمت غرب به مواضع او نزدیک می‌شدند، خود و نیروهایش را روز ۳ مه سال ۱۹۴۵ تسلیم متفقین غربی کرد.

## پس از جنگ

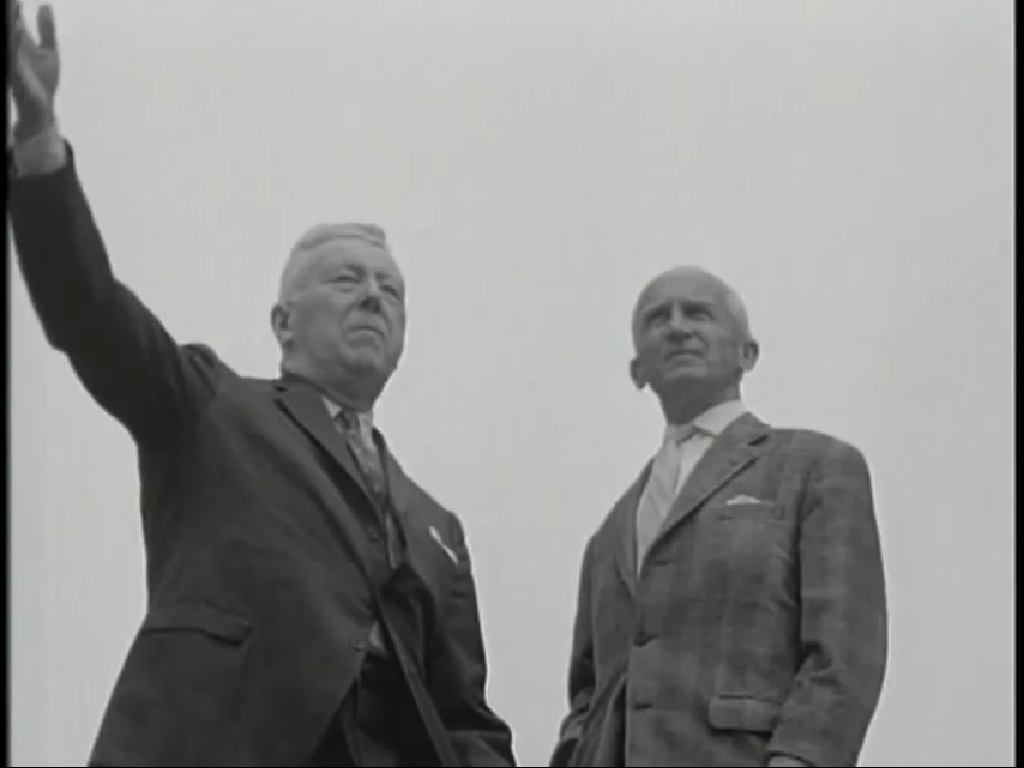
در کنار ارتشبد آمریکایی بروس کلارک

فون مانتویفل با پایان جنگ دو سال را در اردوگاه‌های مختلفی در انگلستان در اسارت گذراند. ماه مارس سال ۱۹۴۶ به آلمان بازگردانده و به عنوان شاهد در دادگاه نورنبرگ برای محاکمه فرماندهی عالی ورماخت حاضر شد. ماه دسامبر سال ۱۹۴۶ آزاد شد. مدتی برای بانک اوپنهایم در کلن کار کرد. سال ۱۹۴۹ به عضویت حزب دموکرات آزاد آلمان درآمد و عضو شورای شهر نویس شد. بین سال‌های ۱۹۵۳ تا ۱۹۵۷ نماینده این حزب از طرف مردم این شهر در بوندس‌تاگ بود. زندگی سیاسی فون مانتویفل هنگامی به پایان رسید که به اتهام صدور دستور اعدام یک سرباز فراری در زمان جنگ به دو سال زندان محکوم شد. البته رئیس‌جمهور تئودور هویس این حکم را لغو کرد.
فون مانتویفل به ایالات متحده دعوت شد و در دانشکده نظامی وست پوینت تدریس کرد. او در کاخ سفید دیداری با رئیس‌جمهور دوایت آیزنهاور داشت.
سپهبد هاسو فون مانتویفل در نهایت روز ۲۴ سپتامبر سال ۱۹۷۸ در خانه‌اش در دیسن ام آمرزی درگذشت.

## زندگی شخصی
هاسو وقتی هفت ساله بود پدرش را از دست داد و مادرش او و سه خواهرش را بزرگ کرد. آن‌ها زندگی متولی داشتند و در ویلایی مجلل زندگی می‌کردند. دوران تحصیل را در مدرسه‌ای گران‌قیمت متعلق به عموزاده‌اش گذراند و دانش‌آموز نمونه بود. سال ۱۹۲۱ با آرمگارت فون کلایست ازدواج کرد. او برادر زاده ایوالت فون کلایست، فیلدمارشال آینده بود. این ازدواج دو فرزند به بار آورد.

## نشان‌ها
- صلیب شوالیه صلیب آهنین: ۳۱ دسامبر ۱۹۴۱
  - برگ‌های بلوط: ۲۳ نوامبر ۱۹۴۳
  - شمشیرها: ۲۲ فوریه ۱۹۴۴
  - الماس‌ها: ۱۸ فوریه ۱۹۴۵